# Yancy Gates
Yancy Gates (Cincinnati, Ohio, 15 de octubre de 1989) es un jugador de baloncesto estadounidense que pertenece a la plantilla de Socar Petkimspor de la TBL, la segunda categoría del baloncesto turco. Con 1,96 metros de estatura, juega indistintamente en las posiciones de ala-pívot o pívot.

## Trayectoria deportiva

### Universidad
Jugó durante cuatro temporadas con los Bearcats de la Universidad de Cincinnati, en las que promedió 11,3 puntos, 6,9 rebotes y 1,0 tapones por partido. En su primera temporada fue incluido en el mejor quinteto de rookies de la American Athletic Conference. Es el único jugador en la historia de su universidad en liderar a su equipo en rebotes las cuatro temporadas consecutivas.

### Profesional
Tras no ser elegido en el Draft de la NBA de 2012, el 29 de agosto fichó por el BC Pieno žvaigždės de la liga lituana, donde jugó una temporada en la que promedió 10,7 puntos y 5,4 rebotes por partido. Al término de la liga, el 18 de mayo firmó con los Brujos de Guayama de la BSN de Puerto Rico, donde acabó la temporada promediando 11,3 puntos y 5,6 rebotes por encuentro.
El 27 de julio de 2013 volvió a Europa para fichar por el Hapoel Eilat de la liga israelí, donde en su única temporada en el equipo promedió 11,4 puntos y 6,0 rebotes por encuentro. Al año siguiente se quedaría en Israel para fichar por el Hapoel Tel Aviv, firmando en 2015 por el Hapoel Jerusalem, pero no llegó a debutar con el equipo, marchándose en el mes de octubre al Shanxi Zhongyu de la Chinese Basketball Association para reemplazar a Jeff Ayres. Disputó 20 partidos en los que promedió 15,2 puntos y 8,1 rebotes, hasta que en diciembre de ese mismo año fue despedido, fichando semanas más tarde por el Telekom Baskets Bonn alemán hasta final de temporada. Acabó la misma con unos promedos de 14,5 puntos y 6,2 rebotes por partido.
El 25 de julio de 2016 regresó a Israel para fichar por el Ironi Nahariya por una temporada.
El 18 de noviembre de 2018 llega a México con las Abejas de León.